# Plemićki grad Vrbovec
Plemićki grad Vrbovec je objekt u mjestu Klenovec Humski, općina Hum na Sutli.

## Opis dobra
Arheološko nalazište - utvrda „Plemićki grad Vrbovec“, nalazi se u Klenovcu Humskom. U povijesnim izvorima prvi put se spominje 1267. g., a svoj najveći značaj dobiva ulaskom u posjed obitelji Celjskih. Godine 1463. je napušten te propada. Utvrda je bila smještena na dva brijega jednakih visina međusobno odvojenih sedlom. Zbog konfiguracije terena može se podijeliti na četiri cjeline: Sjevernu utvrdu, Gornju središnju, Južnu i Donju središnju utvrdu. Sjeverna utvrda, na 273 m n/v, poligonalnog tlocrta s ostacima nekoliko građevina (stambenih) i vanjskim obrambenim bedemom, čini jezgru grada.

## Zaštita
Pod oznakom Z-3779 zavedena je kao nepokretno kulturno dobro - pojedinačno, pravna statusa zaštićena kulturnog dobra, klasificirano kao "profana graditeljska baština".

## Vanjske poveznice
- Plemićki grad Vrbovec kraj Klenovca Humskog - arheološko-konzervatorska istraživanja 2004.
- Plemićki grad Vrbovec - CROSBI